# زیگ زاوئر
زیگ زائور (به آلمانی: SIG Sauer) یک شرکت اسلحه سازی آلمانی است که از ادغام دو شرکت سوئیسی Schweizerische Industrie Gesellschaft و آلمانی زوئر آوند زن به وجود آمد. دفتر اولیه این شرکت در نوزان ام رفل قرار داشت.
از محصولات معروف آن می‌توان به زیگ زائور پی۲۲۶ اشاره کرد.